# Hongkongi labdarúgó-szövetség
Hongkongi labdarúgó-szövetség (angolul: Hong Kong Football Association (HKFA)-, (kínaiul: 香港足球總會).

## Története
1909-ben alapították, Ázsia egyik legrégebbi amatőr-szövetségét. Az Ázsiai Labdarúgó-szövetség (AFC) 12 alapítójának egyike. Az ázsiai labdarúgás fejlődésének elősegítésére megrendezte az 1., az 1956-os Ázsia-kupa tornát, ahol a Hongkongi labdarúgó-válogatott bronzérmet szerzett.
2010-ben újjászervezték a szövetséget. Feladata a nemzeti labdarúgó válogatottak, a nemzeti kupa- és bajnokság üzemeltetése.